# Betim Fazliji
Betim Fazliji (Vranje, 25 de abril de 1999) es un futbolista serbio, nacionalizado kosovar, que juega en la demarcación de defensa para el F. C. St. Gallen de la Superliga de Suiza.

## Selección nacional
Tras jugar con la selección de fútbol sub-20 de Suiza, y tras nacionalizarse como kosovar, finalmente debutó el 11 de noviembre de 2020 con la selección de fútbol de Kosovo en el encuentro de la Liga de Naciones de la UEFA 2020-21 ante Albania que terminó con victoria albanesa por 2-1 tras el gol de Vedat Muriqi para Kosovo, y de Bekim Balaj y Myrto Uzuni para Albania.

## Clubes
| Club             | País     | Año       | Partidos | Goles |
| ---------------- | -------- | --------- | -------- | ----- |
| F. C. St. Gallen | Suiza    | 2019-2022 | 97       | 5     |
| F. C. St. Pauli  | Alemania | 2022-2023 | 21       | 0     |
| F. C. St. Gallen | Suiza    | 2023-     | 19       | 1     |